# Lotta libera ai Giochi della XV Olimpiade - Pesi piuma
La competizione della categoria pesi piuma (fino a 62 kg) di lotta libera dei Giochi della XV Olimpiade si è svolta dal 20 al 23 luglio 1952 al Töölö Sports Hall di Helsinki.

## Formato
Ad ogni incontro venivano assegnate le seguenti penalità:
- 0 = Al vincitore per schienata
- 1 = Al vincitore per decisione (verdetto di tre giudici)
- 3 = Allo sconfitto

Con cinque penalità o più il lottatore veniva eliminato.
I tre lottatori rimasti disputavano un torneo finale con i risultati acquisiti nel precedenti turni.

## Risultati
| Legenda                                  | Legenda |
| ---------------------------------------- | ------- |
| Lottatore con 5 penalità o più Eliminato |         |

### 1º Turno
Si è disputato il 20 luglio.
| Vincitore         | Pen. | Risultato | Sconfitto             | Pen. |
| ----------------- | ---- | --------- | --------------------- | ---- |
| Armand Bernard    | 0    | Schienata | Ignacio Lugo          | 3    |
| Risaburo Tominaga | 0    | Schienata | Marco Antonio Girón   | 3    |
| Rauno Mäkinen     | 1    | 3:0       | Rolf Ellerbrock       | 3    |
| Géza Hoffmann     | 1    | 3:0       | Joseph Mewis          | 3    |
| Próspero Mammana  | 1    | 3:0       | Richard John Elliott  | 3    |
| Antonio Randi     | 0    | Schienata | Josiah Henson         | 3    |
| Henry Holmberg    | 1    | 3:0       | Gonzalo Monte-Manibog | 3    |
| Bayram Şit        | 0    | Schienata | Roger Bielle          | 3    |
| Ibrahim Dadashov  | 0    | Schienata | Abdel Fattah Essawi   | 3    |
| Nasser Givehchi   | 1    | 3:0       | Herbert Henry Hall    | 3    |
| Keshav Mangave    | 0    | Esentato  |                       |      |

### 2º Turno
Si è disputato il 21 luglio.
| Vincitore           | Pen. | Risultato | Sconfitto             | Pen. |
| ------------------- | ---- | --------- | --------------------- | ---- |
| Keshav Mangave      | 0    | Abbandono | Ignacio Lugo          | 6    |
| Armand Bernard      | 0    | Schienata | Marco Antonio Girón   | 6    |
| Rauno Mäkinen       | 1    | Schienata | Risaburo Tominaga     | 3    |
| Joseph Mewis        | 4    | 3:0       | Rolf Ellerbrock       | 6    |
| Géza Hoffmann       | 1    | Schienata | Próspero Mammana      | 4    |
| Josiah Henson       | 3    | Schienata | Richard John Elliott  | 6    |
| Henry Holmberg      | 2    | 3:0       | Antonio Randi         | 3    |
| Roger Bielle        | 4    | 3:0       | Gonzalo Monte-Manibog | 6    |
| Bayram Şit          | 1    | 3:0       | Ibrahim Dadashov      | 3    |
| Abdel Fattah Essawi | 3    | Schienata | Herbert Henry Hall    | 6    |
| Nasser Givehchi     | 1    | Esentato  |                       |      |

### 3º Turno
Si è disputato il 22 luglio.
| Vincitore           | Pen. | Risultato | Sconfitto      | Pen. |
| ------------------- | ---- | --------- | -------------- | ---- |
| Nasser Givehchi     | 2    | 3:0       | Keshav Mangave | 3    |
| Risaburo Tominaga   | 3    | Schienata | Armand Bernard | 3    |
| Rauno Mäkinen       | 2    | 3:0       | Joseph Mewis   | 7    |
| Josiah Henson       | 3    | Schienata | Géza Hoffmann  | 4    |
| Próspero Mammana    | 5    | 2:1       | Antonio Randi  | 6    |
| Bayram Şit          | 2    | 3:0       | Henry Holmberg | 5    |
| Ibrahim Dadashov    | 4    | 3:0       | Roger Bielle   | 7    |
| Abdel Fattah Essawi | 3    | Esentato  |                |      |

### 4º Turno
Si è disputato il 22 luglio.
| Vincitore         | Pen. | Risultato | Sconfitto           | Pen. |
| ----------------- | ---- | --------- | ------------------- | ---- |
| Nasser Givehchi   | 3    | 2:1       | Abdel Fattah Essawi | 6    |
| Keshav Mangave    | 3    | Schienata | Armand Bernard      | 6    |
| Risaburo Tominaga | 4    | 3:0       | Géza Hoffmann       | 7    |
| Bayram Şit        | 2    | Schienata | Rauno Mäkinen       | 5    |
| Josiah Henson     | 4    | 2:1       | Ibrahim Dadashov    | 7    |

### 5º Turno
Si è disputato il 23 luglio.
| Vincitore       | Pen. | Risultato | Sconfitto         | Pen. |
| --------------- | ---- | --------- | ----------------- | ---- |
| Nasser Givehchi | 4    | 2:1       | Risaburo Tominaga | 7    |
| Josiah Henson   | 5    | 3:0       | Keshav Mangave    | 6    |
| Bayram Şit      | 2    | Esentato  |                   |      |

### Turno finale
Si è disputato il 23 luglio.
| Vincitore       | Pen. | Risultato | Sconfitto       | Pen. |
| --------------- | ---- | --------- | --------------- | ---- |
| Bayram Şit      |      | 3:0       | Nasser Givehchi |      |
| Bayram Şit      |      | Schienata | Josiah Henson   |      |
| Nasser Givehchi |      | 2:1       | Josiah Henson   |      |

## Classifica finale
| Pos.    | Atleta                | Nazione          | V.S. |
| ------- | --------------------- | ---------------- | ---- |
| Oro     | Bayram Şit            | Turchia          | 2-0  |
| Argento | Nasser Givehchi       | Iran             | 1-1  |
| Bronzo  | Josiah Henson         | Stati Uniti      | 0-2  |
| 4       | Keshav Mangave        | India            |      |
| 5       | Risaburo Tominaga     | Giappone         |      |
| 6       | Rauno Mäkinen         | Finlandia        |      |
| 7       | Abdel Fattah Essawi   | Egitto           |      |
| 8       | Armand Bernard        | Canada           |      |
| 8       | Ibrahim Dadashov      | Unione Sovietica |      |
| 10      | Géza Hoffmann         | Ungheria         |      |
| 11      | Próspero Mammana      | Argentina        |      |
| 11      | Antonio Randi         | Italia           |      |
| 11      | Henry Holmberg        | Svezia           |      |
| 14      | Joseph Mewis          | Belgio           |      |
| 14      | Roger Bielle          | Francia          |      |
| 16      | Richard John Elliott  | Australia        |      |
| 16      | Herbert Henry Hall    | Gran Bretagna    |      |
| 16      | Rolf Ellerbrock       | Germania         |      |
| 16      | Marco Antonio Girón   | Guatemala        |      |
| 16      | Gonzalo Monte-Manibog | Filippine        |      |
| 16      | Ignacio Lugo          | Venezuela        |      |